# Son House
Son House, eg. Eddie James House, Jr., född 21 mars 1902 i Coahoma County i Mississippi, död 19 oktober 1988 i Detroit i Michigan, var en amerikansk bluesmusiker, sångare och gitarrist.
House var en av de mest inflytelserika musikerna inom deltabluesen. Han spelade in skivor för Paramount Records under 1930-talet och sedan för Alan Lomax från USA:s kongressbibliotek i början av 1940-talet. Han drog sig därefter tillbaka och föll i glömska fram till början av 1960-talet då han återupptäcktes och återigen började spela in musik och turnera. I början av 1970-talet började hans hälsa försämras, han diagnostiserades senare med både Alzheimers och Parkinsons sjukdom. 1976 lade han av, den här gången slutgiltigt. Han avled 1988 av cancer i struphuvudet.
1980 valdes Son House in i Blues Foundations nystartade Blues Hall of Fame.